# Фьодор Радецки
Вижте пояснителната страница за други личности с името Радецки.
Фьодор Фьодорович Радецки (на руски: Фёдор Фёдорович Радецкий) е руски офицер, генерал от пехотата. Участник в Руско-турската война (1877 – 1878).

## Биография
Фьодор Радецки е роден на 28 юли 1820 г. в Санкт Петербург в семейство на потомствен дворянин от курландски шляхтишки род Радецки-Микуличи с калвинистко вероизповедание. Посвещава се на военното поприще. Завършва Главното военно инженерно училище с първо офицерско звание полеви инженер-прапорщик на 13 август 1839 г. Продължава образованието си в двугодишен научен курс за инженери-офицери. Служи във Варшавската инженерна част (1841) и Грузинския инженерен окръг (1842).
Участва в Кавказката война в състава на Чеченския отряд (1843). Завършва Николаевската академия на Генералния щаб (1849).
Участва в потушаването на Унгарското въстание (1848 – 1849). Завръща се в Кавказ и служи в Лучекския отряд (1852). Командир на Дагестанския пехотен полк (1858). За войната срещу Шамил е награден с Орден „Свети Георги“ IV ст. и златно оръжие за „За храброст“ (1859, 1860).
След приключване на военните действия в Кавказ е командир на 38-а пехотна дивизия (1865), 21-ва пехотна дивизия (1868) и 9-а пехотна дивизия (1871). Последователно е повишен във военно звание генерал-майор от 1860 г. и генерал-лейтенант от 1868 г.
Участник в Руско-турската война (1877 – 1878). Назначен е за командир на 8-и армейски корпус в състава на Дунавската руска армия. Участва в десанта за преминаване на река Дунав при Зимнич – Свищов. Награден е с орден „Свети Георги“ III ст.
Назначен е за началник на Южния отряд. Командва тежките отбранителни боеве по време на Шипченската битка на 12 август и Шипченската битка през септември 1877 г.
Южният отряд преминава при сурови зимни условия Стара планина. Командва отряда в битката при Шейново. Разделен е на 3 колони: лява с командир генерал-лейтенант Николай Святополк-Мирски, централна с командир генерал-лейтенант Фьодор Радецки и дясна с командир генерал-лейтенант Михаил Скобелев. Нанася решително поражение на Централната турска армия на Вейсел паша. Пленени са над 22 000 османски офицери и войници.
За отличие на 29 декември 1878 г. е повишен във военно звание генерал от пехотата и награден с орден „Свети Георги“ II ст.
След войната придобива широка популярност. Честван е като национален герой. Назначен е за генерал-адютант и почетен шеф на 55-и Подолски пехотен полк (1879). Служи като началник на Харковския и на Киевския военни окръзи (1882 – 1889).
Почетен член на Николаевската военна академия. Почетен гражданин на градовете Полтава и Санкт Петербург. Член на Държавния съвет от 1889 г.
Умира в град Одеса на 14 януари 1890 г.